# Sulfatierung (Synthese)
Als Sulfatierung wird die Reaktion von Hydroxy-Verbindungen mit Sulfiermitteln (Schwefelsäure, rauchende Schwefelsäure, Chlorsulfonsäure, Amidosulfonsäure, Schwefeltrioxid) bezeichnet. Dabei bildet sich ein Schwefelsäuremonoester mit einer C–O–S-Bindung, im Gegensatz zu den Produkten der Sulfonierung, bei der sich eine C–S-Bindung (sogenannte Sulfonsäuren) bildet.
Eine Sulfatierung wird zum Beispiel bei der Herstellung von Fettalkoholsulfaten durchgeführt, die als Tenside verwendet werden.
Die Sulfatierung ist ein Spezialfall der Sulfierung, der Einführung einer Sulfogruppe an einem Sauerstoffatom oder einem Kohlenstoffatom.